# Liste des abbés d'Ardorel
Liste des abbés de l’ancienne abbaye cistercienne d'Ardorel, située à Payrin-Augmontel, non loin de Mazamet, (Tarn, France).

## Liste des abbés
Liste des abbés donnée par dom Claude de Vic et dom Joseph Vaissette dans l' Histoire générale du Languedoc.
1. Foulques, religieux de l'abbaye de Cadouin, premier abbé d'Ardorel, en 1133, cité en 1140.
2. Guiraud I, ou Géraud, abbé en 1145 et 1147.
3. Jean I, abbé cité en 1148.
4. Guillaume I, abbé cité en 1151.
5. Jean II, abbé cité en 1155.
6. Pierre I, cité abbé en 1156, encore en vie en 1170.
7. Bernard I, cité 1173.
8. Pierre II, cité en 1176.
9. Guillaume II, vivait à la fin du XIIe siècle.
10. G., connu sous son initiale en 1226.
11. Élie I, cité en 1240 et 1248.
12. Bertrand I, cité en 1253 et 1255.
13. Élie II, traite avec Jourdain de Saissac en 1258, cité en 1261.
14. Guiraud II, cité en 1263, 1268 et 1275.
15. Arnaud, 1277-1280.
16. Élie III, cité en 1283 et 1286.
17. Jean III de Cahors, 1290.
18. Bertrand III de Montlaur, 1294.
19. Bernard II de Peyrusse, 1308, 1309.
20. Jean IV Masson, de 1316 à 1336.
21. Durand I, 1337.
22. Jean V, 1340.
23. Durand II, 1341-1343.
24. Jean VI, abbé quelques mois après la mort de Durand II.
25. Durand III, 1344.
26. Pierre III, de 1350 à 1362.
27. Raymond, 1366 - 1391.
28. Jean VII Saturnin, 1397 - 1404.
29. Dieudonné I Coste, 1438-1445, mort en 1450.
30. Pierre IV Libaud, élu en 1450.
31. Jean VIII de Boisset, cité entre 1457 et 1478.
32. Jean IX de Boisset, neveu du précédent, mort vers 1539.
33. Antoine Pontaud, premier abbé commendataire en 1539, jusqu'en 1554.
34. Jean X de Mandagot, abbé en 1564. Pendant son abbatiat, les protestants s'emparèrent de l'abbaye, la détruisirent en grande partie et tuèrent presque tous les religieux. Ceux qui s'échappèrent se retirèrent à la grange de la Rode[2] qui appartient à l'abbaye.
35. François d'Amboise, 1586-1590.
36. Louis I de Cardailhac, 1627.
37. Jean XI de Cardailhac, abbé de 1638 à 1666.
38. Michel Bancal de Pruines, encore abbé d'Ardorel en 1688.
39. Louis II Girard de La Bournat-Clermont, frère et vicaire général de d'Antoine-Girard de La Bournat, évêque de Poitiers, nommé en 1688.